# Кур Валерій Степанович
Вале́рій Степа́нович Кур (31 січня 1951, місто Воронеж, РРФСР) — радянський, потім український оперативник.
Один зі засновників Управління боротьби з організованою злочинністю. Організатор та керівник Управління кримінальної розвідки в складі МВС України. Полковник міліції. Почесний член МПА (Міжнародної поліцейської асоціації). Позаштатний консультант МВС України та Верховної Ради України з юридичних питань.
На даний час мешкає в Києві.

## Біографія
Народився в місті Воронеж (РСФСР, зараз Росія) 31 січня 1951 року. Мати Кур (Тимофієва) Ніна Єфимівна, росіянка. Батько Кур Степан Йосипович (Йозефович), поляк. Сестра Кур (Портнова) Любов Степанівна.
Повоєнне дитинство було важким. Валерій рано залишився без батька. Матір багато працювала, Валерій виховувався в школі-інтернаті, де, за його словами, «пройшов сувору школу життя».
Після школи в 1970 році вступив на юридичний факультет (денне відділення) у Воронезький державний університет, захопився історією, філософією та літературою. ВДУ закінчив у 1975 році з дипломом «правознавство». Також закінчив Спецшколу міліції (1976).
Після закінчення університету пішов працювати в районний відділок міліції, на посаду інспектора карного розшуку.
У кінці 1970-х років, опісля одруження й народження старшої доньки, переїхав до Києва, де почав працювати в Управлінні внутрішніх справ міста Києва.
У кінці 1980-х років був відомий боротьбою з видами шахрайства, що в той час зароджувалися (гра в наперстки та ін.).
За сприяння Андрія Василишина став керувати ротою спецпризначенців для боротьби з організованою злочинністю цього виду.
Провів цикл телепередач, розповідаючи в популярній формі про те, як не стати жертвою злодіїв. Пізніше очолив відділ боротьби з корупцією.
Був зміщений з усіх посад і відправлений «у заслання» на викладацьку роботу в київську Академію міліції. У 1990—1994 роках викладав в Академії міліції оперативно-розшукову діяльність на кафедрі ОРД.
1994 року Міністерство внутрішніх справ очолив Володимир Радченко. Валерій Кур зайняв пост начальника управління Головного управління по боротьбі з організованою злочинністю МВС. У подальшому Кур створює й очолює Управління кримінальної розвідки для боротьби з особливо небезпечними бандитськими угруповуваннями на території України. Також Валерій Кур формував спецпідрозділ «Сокіл», призначений для боротьби з особливо небезпечними злочинами.
У 2000 році Кур пише рапорт про звільнення за власним бажанням.

## Цікаві факти
- Прізвище Кур збігається з російською абревіатурою КУР (Киевский уголовный розыск), через що під час роботи Валерія Кура в Київському Кримінальному розшуку виникало чимало курйозних ситуацій.
- Отримав від журналістів газети «Факти» прізвисько «Київського комісара Каттані»
- У 1989 році балотувався в Народні депутати України по 1-му Шевченківському округу. Програв політику і архітектору Ларисі Скорик
- У 2005 році був кандидатом на пост Міністра внутрішніх справ. Однак пост Міністра отримав Юрій Луценко
- Співпрацював по лінії спорту з родиною Віталія і Володимира Кличків, що дозволило журналістам використовувати ім'я Валерія Кура для «чорного піару» під час виборчої кампанії Віталія Кличка
- У 2011 році в співавторстві з київською журналісткою Іриною Ткаченко[2] почав цикл радіопередач «Професія детектив» на Радіо Ера FM. Передачі проходять у прямому ефірі в форматі студійних діалогів на тему правозахисної та професійної діяльності.
- Ідея документального телевізійного серіалу «Історія одного злочину», що з 2017 року постійно демонструється на телеканалі Україна, заснована на практиці реальних справ з професійної біографії Валерія Кура. І досі Кур є основним консультантом проекту та співавтором частини серій.